# Semidysderina
Genre
Semidysderina est un genre d'araignées aranéomorphes de la famille des Oonopidae.

## Distribution
Les espèces de ce genre sont endémiques de Colombie.

## Liste des espèces
Selon World Spider Catalog (version 15.0, 2014) :
- Semidysderina donachui Platnick & Dupérré, 2011
- Semidysderina kochalkai Platnick & Dupérré, 2011
- Semidysderina lagila Platnick & Dupérré, 2011
- Semidysderina marta Platnick & Dupérré, 2011
- Semidysderina mulleri Platnick & Dupérré, 2011
- Semidysderina sturmi Platnick & Dupérré, 2011

## Publication originale
- Platnick & Dupérré, 2011 : The Andean goblin spiders of the new genera Paradysderina and Semidysderina (Araneae, Oonopidae). Bulletin of the American Museum of Natural History, no 364, p. 1-121 (texte intégral).